# Visualize/Video Archive
|  | Per approfondire, vedi le voci Visualize e Video Archive. |

Visualize / Video Archive è un DVD del gruppo musicale britannico Def Leppard, pubblicato nel 2001 dalla Universal Music Group. Raccoglie Visualize e Video Archive, filmati pubblicati originariamente in VHS. Il DVD include anche interviste inedite come contenuti extra.

## Tracce

### Visualize
1. Introduzione
2. Rocket (Video)
3. Switch 625 (Tributo a Steve Clark)
4. Progetti solisti/Realizzazione video
5. Let's Get Rocked (Video)
6. Vivian Campbell entra a far parte dei Def Leppard
7. Make Love Like a Man (Video)
8. I Wanna Touch U (Video)
9. Have You Ever Needed Someone So Bad (Video)
10. Interviste
11. Tonight (Video)
12. Heaven Is (Video)
13. Fans/Vita fuori dal palco
14. Stand Up (Kick Love into Motion) (Video)
15. Ritorno a Sheffield
16. Two Steps Behind (live a Sheffield)
17. Love Bites (live a Sheffield)
18. Photograph (live a Sheffield)
19. Il futuro dei Def Leppard

### Video Archive
Live al Don Valley Stadium, Sheffield (6 giugno 1993)
1. Introduzione
2. Let's Get Rocked
3. Foolin'
4. Rocket
5. Two Steps Behind
6. Armageddon It
7. Pour Some Sugar on Me
8. Rock Of Ages
9. Love Bites

Video (1993-1995)
1. When Love & Hate Collide
2. Two Steps Behind
3. Action
4. Miss You in a Heartbeat
5. When Love & Hate Collide (Versione "Epica" - 8 minuti)

Performance acustica al Wapentake Club, Sheffield (5 ottobre 1995)
1. Two Steps Behind
2. Armageddon It
3. When Love & Hate Collide
4. Animal
5. Pour Some Sugar on Me
6. Ziggy Stardust
7. Crediti

## Contenuti extra
- Interviste inedite al gruppo
- Discografia